# バルーンタンク

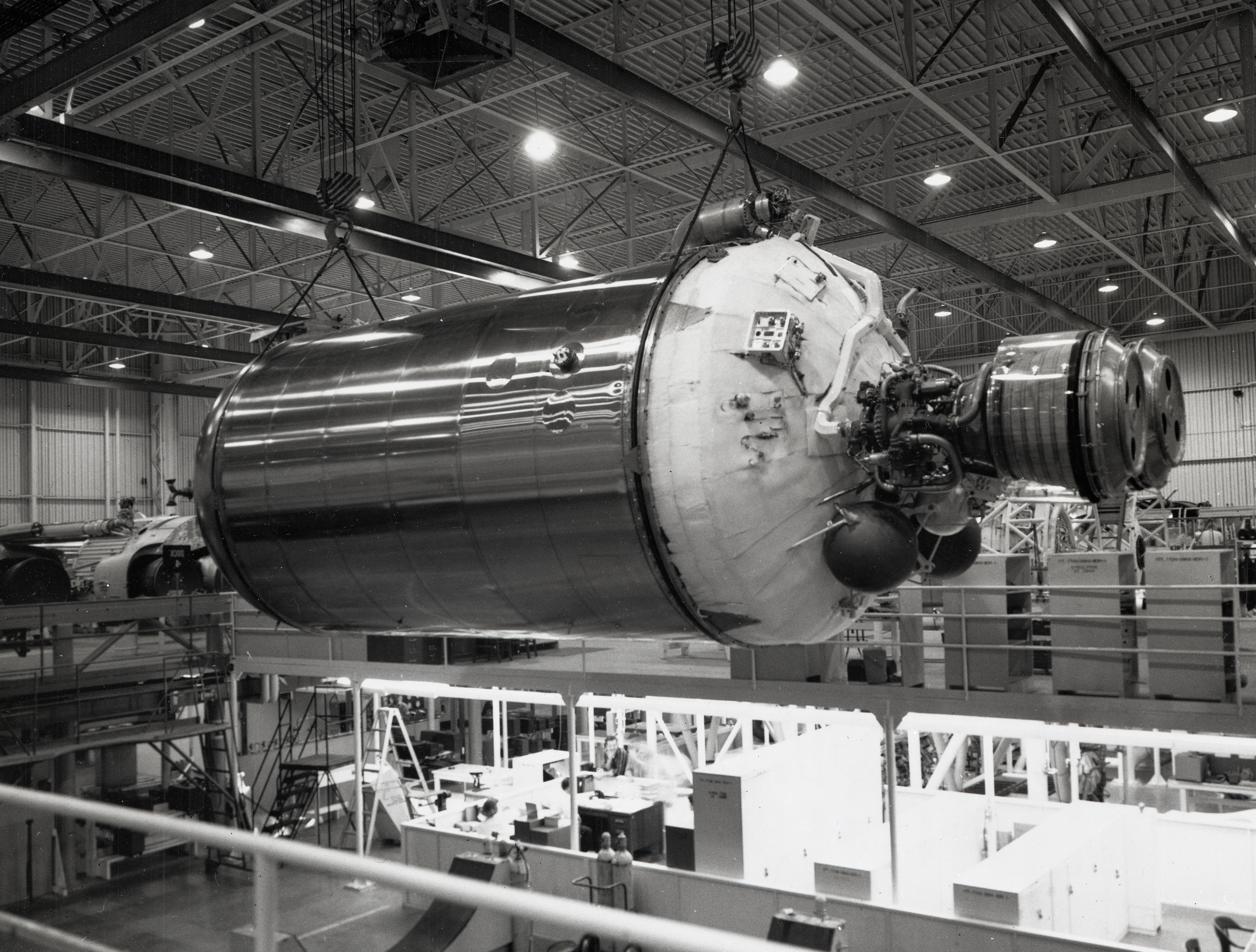
組み立て中のセントール上段ロケット。断熱材が覆われておらずバルーンタンクがむき出しになっている。

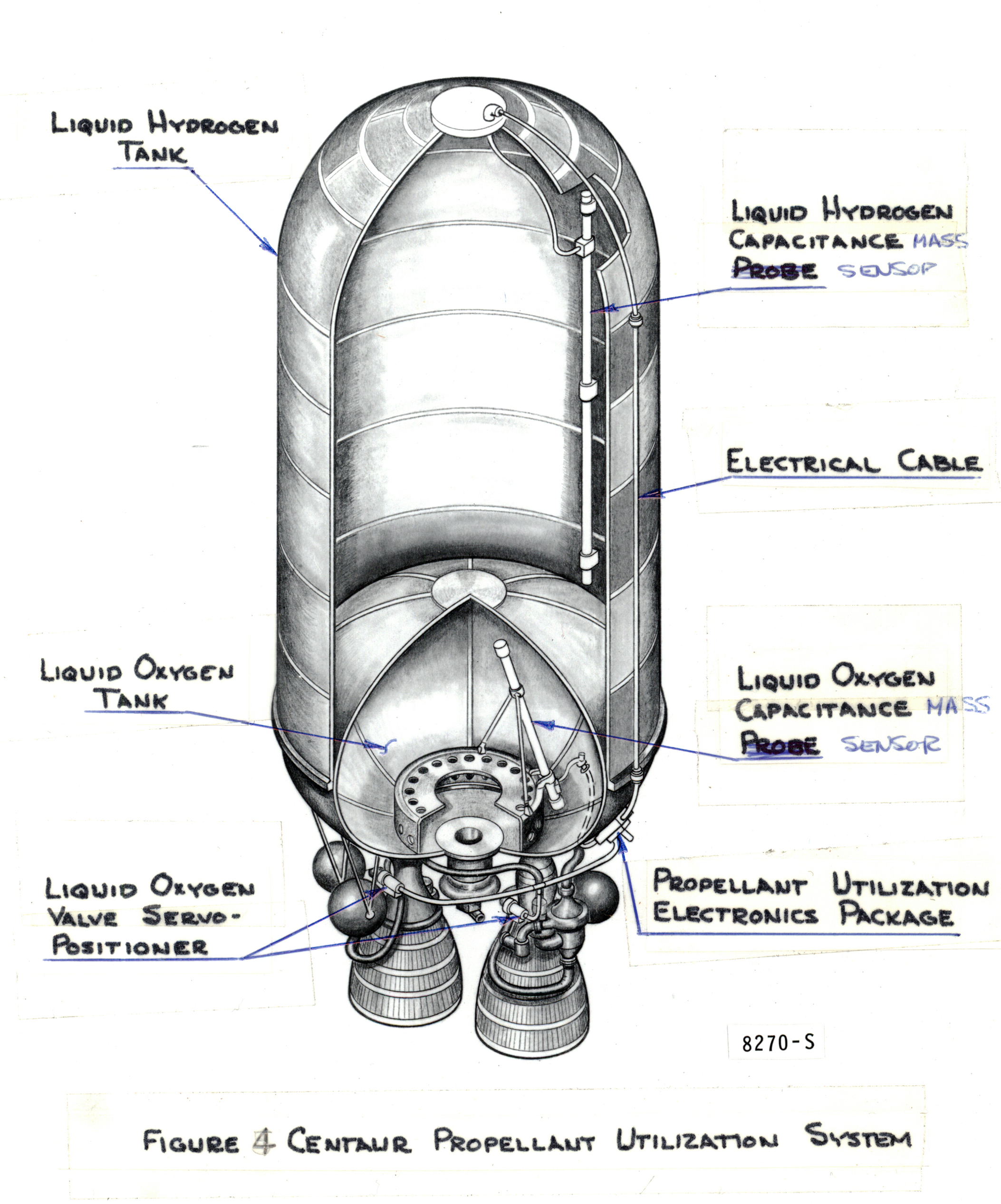
セントールバルーンタンクのダイアグラム

バルーンタンク（Balloon tank）は、 SM-65 アトラス 大陸間弾道ミサイル(ICBM) およびセントール上段で使用される推進剤タンクの一種で、内部にフレーム構造を持たず、風船同様内部の圧力によって形状が保たれる。
バルーンタンクは非常に軽く、推進剤の質量分率を良好に保つことができる。圧力が抜けると風船同様潰れてしまうのが欠点である。

## 設計
バルーンタンクの名前は、アメリカ空軍とNASAのアトラスロケットとセントールロケットの両方を設計したカレル・ボサールにインスピレーションを与えた円筒形のパーティー用風船に由来する。アトラスロケットでは厚さ 0.014 ～ 0.037インチ (0.3556 ～ 0.9398 mm) 、セントール上段では厚さ 0.014 ～ 0.020インチ (0.3556 ～ 0.508 mm)、液体酸素と液体水素を隔てる中間隔壁は厚さ 0.013 ～ 0.026インチ (0.3302 ～ 0.6604 mm)の非常に薄い 301 超硬ステンレス鋼で作られており、アトラスまたはケンタウロスのロケット本体に組み込む前に、タンクは形状と強度を保つために窒素で加圧される。圧力が下がると潰れてしまうため、バルーンタンクは常に加圧された状態を維持する必要がある。しかし、「ストレッチ」機構（基本的に機体の重量を支え、崩壊を防ぐのに役立った）を使用することで、タンクに圧力をかけずに機体を扱うことができた。対照的に、他の液体推進ロケットの非バルーンタンクは、推力と発射荷重をサポートするために内部の加圧にも依存するが、内部のフレーム構造により空の状態でも剛性を保つ。